# 芈姓
羋姓，春秋时期楚国的祖先的族姓。芈姓后来形成了很多其他的姓氏：
- 荊楚十八姓
  - 伍姓，關於漢族伍姓的起源，有幾個說法。根據《姓纂》一書，「楚大夫伍參生舉，舉生奢，奢生尚、員，員字子胥，奔吳，其子又為王孫氏，奔齊」。伍參為春秋時期的楚國大夫，據說是楚王同宗羋姓，為楚莊王的寵臣。伍參的孫子是伍奢，而伍奢的一個兒子，就是著名的軍事謀略家伍子胥。
  - 屈姓，是以封地命名的姓氏，春秋时楚国莫敖瑕被封在屈邑。屈原即源出于此。
  - 項姓，公子燕被齊國打敗，其子孫遂以封地「項」命姓，稱項姓。楚國大將項燕、西楚霸王項羽等屬這一支。
  - 蓝姓，春秋时期楚国公族大夫蓝县尹“亹”，子孙以封地为氏。
  - 麻姓，楚國封其公族食邑於「大麻」（今安徽碭山），或者「麻」（今湖北麻城）者，其後人以為姓氏。
  - 鍾姓 ，楚公族鍾建封於鍾吾國,其後為鍾吾氏,後簡寫為鍾氏。[2][3]
  - 左姓
  - 靳姓 楚靳尚之後，食采于靳，以邑為氏。
  - 景姓，出自楚平王庶长子子西。
  - 鄂姓
  - 卓姓，楚悼王之子东宅公以父亲谥号为氏，立悼氏，后简化为卓。
  - 能姓，楚熊挚之后，避难改为能氏。
  - 莊姓，楚莊王的后裔以其谥号为姓。
  - 慎姓，楚國宗室白公勝，封有慎（今安徽穎上），後人改為慎姓。《姓氏考略》：“春秋時，楚國有慎縣，白公之邑，其後人以地為氏，望出天水。”
  - 敖姓， 春秋时楚国国君因为被废而没有谥号的（霄敖，若敖，杜敖，郏敖），改称作“敖”，其后人以敖为氏。
  - 荆姓，源出于芈姓。西周初年，楚国先君熊绎獲封在荆山一带，国号为荆，直到春秋初期才改为楚国。楚文王以前的荆君，有庶出子孙以国号为姓，称荆氏。
  - 红姓，以字为姓氏。西周时楚国君主熊渠的长子名挚，字红，他有一支后代是以祖父的字为氏。
  - 上官姓，上官姓的祖先是戰國時代楚懷王的兒子子蘭，因為擔任上官邑大夫，其子孫便以這個地名為氏。

- 闫姓，出自楚国王族伯玙的封地，属于以封邑名称为氏。春秋时期，楚国有支系王族熊伯玙，他被封于闫邑(今湖北麻城)，其后有大夫闫敖。在楚国灭权国之后，闫敖被封尹权，在其后裔子孙中，有以先祖封邑名称为姓氏者，称闫氏，世代相传至今，是为荆楚闫氏。
- 熊姓，商朝末鬻熊之后，楚国公族以芈为姓，国君以熊为氏。
- 昭姓，出自楚昭王之子子良。

- 鬻姓，楚鬻熊之子鬻拳之后。
- 班姓，楚若敖生鬬伯比，伯比生令尹鬬穀於菟，為虎所乳，楚人謂虎「班」，因以為氏。
- 翠姓，楚将景翠之後代。
- 孙姓，是春秋时代楚国蒍敖之后。孫叔敖因為其子封於寢，而「寢」通「孫」，先秦人習慣將字放在名之前，故楚國人通稱「孫叔敖」。
- 苗姓，闘椒疑心自己功高震主，起兵挑戰楚莊王，陣亡；其子賁皇流亡晉國，封於「苗邑」（今河南濟源），成為苗姓先祖。
- 成姓，春秋时期，楚国君的儿子字成虎，他的后世子孙取其“成”字为姓，亦称成氏。
- 建姓，楚子建之后。
- 查姓，楚国有公族大夫封邑在查，其后代子孙称查氏。
- 楚姓，公元前223年，楚国被秦国所灭。楚国的公族后代就以国名为姓。
- 潘姓，春秋時楚國占領潘國，封為邑，子孫以潘為姓，即羋姓潘氏。《通志·氏族略三》 ：「潘氏，羋姓，楚之公族，以字為氏。潘崇之先，未詳其始，或言畢公高之子季孫食采於潘，謬矣。潘岳家風詩自可見。晉亦有潘父，恐自楚往也。漢有潘瑾，後漢有潘勉。」
- 白姓，出自楚平王之孙白公胜。
- 米姓，北宋書法家兼鑑定家米芾考证，米姓最早起源于春秋时的楚国。本姓芈，后改为同音字米。
- 沈尹姓，楚穆王之子沈尹子桱的后代，為葉姓的前身。

## 相關
- 舜
- 季連

## 外部連結
- 芈 - 汉典 zdic.net （页面存档备份，存于）

## 延伸阅读
[在维基数据编辑]
 《欽定古今圖書集成·明倫彙編·氏族典·羋姓部》，出自陈梦雷《古今圖書集成》